# Castranova
Castranova è un comune della Romania di 3 519 abitanti, ubicato nel distretto di Dolj, nella regione storica dell'Oltenia.
Il comune è formato dall'unione di 2 villaggi: Castranova e Puțuri.